# Tipula (Yamatotipula) concava
Tipula (Yamatotipula) concava is een tweevleugelige uit de familie langpootmuggen (Tipulidae). De soort komt voor in het Nearctisch gebied.